# Zwei kleine Italiener
Chansons représentant l'Allemagne au Concours Eurovision de la chanson
Einmal sehen wir uns wieder
(1961) Marcel
(1963)
Zwei kleine Italiener (en français : « Deux petits Italiens ») est une chanson de schlager, composée par Christian Bruhn et les paroles signées par Georg Buschor. Le premier artiste à l'interpréter est Cornelia Froboess qui la chanta pour l'Allemagne au Concours Eurovision de la chanson 1962.
La chanson a également été traduite et adaptée dans de nombreuses langues différentes, dont la version française qui est connue sous le titre Cheveux fous et lèvres roses interprétée notamment par Les Compagnons de la chanson et Colette Deréal.

## Thème de la chanson
Zwei kleine Italiener est la première chanson à traiter du thème des Gastarbeiter, des travailleurs immigrés en Allemagne. Alors que le texte oppose dans l'exagération la réalité et une irréalité nostalgique, « les petits Italiens » souffrent du temps qui passe. D'un côté, les travailleurs italiens sont dans leur vie quotidienne, de l'autre ils découvrent l'Allemagne comme le feraient des touristes. Toutefois ce texte romantique est loin d'être une critique sociale : ces Italiens anonymes sont loin de leurs compagnes Tina et Marina qui sont restées à Naples.
La chanson ressemble à Griechischer Wein d'Udo Jürgens, parce qu'elles traitent du même sujet des travailleurs immigrés.

## Histoire
La chanson est enregistrée le 28 novembre 1961 en même que le titre Hallo, Hallo, Hallo (texte et musique : Horst Dempwolff) dans le studio d'Electrola (de) à Cologne. Les deux titres sont sélectionnés parmi 200 propositions pour participer au festival de la chanson schlager en janvier et février 1962.
Zwei kleine Italiener est qualifiée pour la finale et remporte la compétition le 17 février 1962. En Allemagne, la chanson interprétée par Cornelia Froboess avec en face B Hallo, Hallo, Hallo est numéro un des ventes de mars à avril 1962.
Cette victoire lui permet d'être qualifiée au concours de l'Eurovision qui a lieu à Luxembourg le 18 mars 1962. La chanson termine à la sixième place. L'Italie lui attribue un point.
En avril 1962, Cornelia Froboess la réenregistre dans le même studio en version italienne (Un bacio all’italiana) et néerlandaise (Twee kleine Italianen). Le 8 avril vient une adaptation anglaise (Gino) dans le studio d'EMI à Londres avec une orchestration de Norman Paramor.
Le titre obtient un succès dans les états du Benelux, où Cornelia Froboess est déjà connue. Par ailleurs, les artistes qui ont repris cette chanson dans leurs propres langues obtiennent aussi un certain succès. Columbia revend le titre dans les pays étrangers. Sauf pour le Danemark, où la version interprétée par le duo Jan & Kjeld (de) est produite par Ariola. La chanson est aussi plagiée. Cornelia Froboess chante cette chanson dans le film autrichien Mariandls Heimkehr sorti en octobre 1962.
Une version contemporaine est faite par Roger Cicero dans un style swing pour représenter l'Allemagne au Concours Eurovision de la chanson 2007. De même, le groupe Wind et Bruno Grassini (de) font leurs propres versions.

## À l'Eurovision
Elle est intégralement interprétée en allemand, langue nationale de l'Allemagne, comme le veut la coutume avant 1966. L'orchestre est dirigé par Rolf-Hans Müller.
Zwei kleine Italiener est la 7e chanson interprétée lors de la soirée, suivant Sol och vår d'Inger Berggren pour la Suède et précédant Katinka des Spelbrekers pour les Pays-Bas.
À la fin du vote, Zwei kleine Italiener obtient 6 points, terminant 6e sur 16 chansons,.

## Discographie

### Interprétations de Conny Froboess
- Cornelia Froboess: Zwei kleine Italiener / Hallo, Hallo, Hallo (1962; Columbia)
- Conny Froboess: Un bacio all’italiana / Hallo, Hallo, Hallo (version italienne) (1962; Columbia)
- Conny Froboess: Twee kleine Italianen / Hallo, Hallo, Hallo (version néerlandaise) (1962)
- Conny Froboess: Gino / Midi Midinette (version anglaise) (1962; Columbia)

### Autres interprétations en allemand
- Romy Baumner & Bob Gerry: Zwei kleine Italiener / Geld wie Heu (1962; Discofoon)
- Blue Capris: Zwei kleine Italiener / Am Kai der großen Sehnsucht (1962; Polydor)
- Betty Franken: Zwei kleine Italiener / Tanze mit mir (1962; Expo)
- Gitta & Alexander Gordon: Zwei kleine Italiener / Du spielst ’ne tolle Rolle / Eine Rose aus Santa Monica / Happy Birthday, Josefine (1962; Tip)
- Jan & Kjeld: Zwei kleine Italiener / Kommen Sie mal nach Kopenhagen (1962; Ariola)
- Charlotte Marian: Zwei kleine Italiener (1962; Tempo)
- Mary Roos: Zwei kleine Italiener / Ich schau den weißen Wolken nach (1962; Weltmelodie)
- Die Sunnies und das Cornel-Trio: Zwei kleine Italiener / Eine Rose aus Santa Monica (1962; Telefunken)

### Autres interprétations dans une autre langue
- Les Compagnons de la chanson : Cheveux fous et lèvres roses (1962)
- Colette Deréal: Sonne, sonne donc / Cheveux fous et lèvres roses / Un moral de plomb / Puisque l'on s'aimera (1962; Polydor)
- Lars Lönndahl: Midnatts-Tango / Tina och Marina / Tipi-Tii / Regnet kommer snart (suédois) (1962; RCA)

## Classements

### Classements hebdomadaires

#### Zwei kleine Italiener
| Classement (1962)                       | Meilleure position |
| --------------------------------------- | ------------------ |
| Allemagne (Media Control AG)            | 1                  |
| Belgique (Flandre Ultratop 50 Singles)  | 1                  |
| Belgique (Wallonie Ultratop 50 Singles) | 44                 |
| Norvège (VG-lista)                      | 1                  |
| Pays-Bas (Single Top 100)               | 1                  |

| Classement (1962)            | Meilleure position |
| ---------------------------- | ------------------ |
| Allemagne (Media Control AG) | 1                  |

#### Cheveux fous et lèvres roses
| Classement (1962)                       | Meilleure position |
| --------------------------------------- | ------------------ |
| France (IFOP)                           | 12                 |
| Belgique (Wallonie Ultratop 50 Singles) | 44                 |

| Classement (1962)                       | Meilleure position |
| --------------------------------------- | ------------------ |
| France (IFOP)                           | 40                 |
| Belgique (Wallonie Ultratop 50 Singles) | Tip                |